# Neutropenia
La neutropenia, también conocida como agranulocitosis o granulocitopenia, es la disminución aguda o crónica de granulocitos de la sangre, condición anormal de la sangre que puede predisponer al cuerpo humano a contraer infecciones.
Es una enfermedad poco frecuente, pero potencialmente grave (fatal en un 30 %) caracterizada por una disminución del número de neutrófilos por debajo de 1000-1500 cel/mm³.

## Etiología
Causas de la agranulocitosis.
- Genética: agranulocitosis genética infantil, neutropenia familiar.
- Congénita: alinfocitosis, disglobulinemia, alinfoplasia tímica.
- Adquirida: mielotisis por neoplasia de médula ósea, toxicidad por fármacos[7] (antitiroideos, o antifebriles por ejemplo).[8]

Pueden dar agranulocitosis: 
- Amodiaquina
- Metimazol
- Metamizol
- Clozapina
- Carbamazepina
- Ácido valproico
Como ejemplo se puede citar a los fármacos antipsicóticos clozapina (la agranulocitosis producida por este fármaco puede ser mortal, aunque en ocasiones es reversible) y clorpromazina, además de producir agranulocitosis como efecto adverso grave, también pueden producir eosinofilia, lucocitosis o leucopenia. Es por este motivo, la clozapina nunca es droga de primera elección, a pesar de su alta eficacia y su baja incidencia de efectos adversos extrapiramidales.

## Fisiopatología
El tiempo de vida promedio (semivida) de un neutrófilo puede verse reducido (menos de 6-7 horas) por dos mecanismos fundamentales.

### Granulopoyesisineficaz
Las agresiones al proceso de producción de neutrófilos se observa en casos de:
- Inhibición de las células madres de la línea mieloide (como en la anemia aplásica y leucemias[10]).
- Inhibición de la diferenciación de precursores granulocíticos.[11]
- Deficiencia en la granulopoyesis producida como consecuencia de ciertas enfermedades.[12]
- Procesos hereditarios (por ejemplo, mielocatexis,[13] el síndrome de Kostman[6] y el síndrome de Shwachman[14]).

### Destrucción precoz deneutrófilos
La destrucción de neutrófilos una vez se hayan diferenciado se observa en casos de:
- Procesos autoinmunitarios (lupus eritematoso, síndrome de Felty,[15] etc.).
- Exposición a fármacos tóxicos,[16] incluso en medicamentos inesperados.[17]
- Secuestro por el bazo.
- Procesos infecciosos (en particular bacteriana y subsecuente micosis como resultado de los antibióticos administrados[18]).
- Radiaciones y otras intoxicaciones.[19]

## Cuadro clínico
Es posible que no se presenten síntomas, los más comunes son:
- Fiebre >38.5 °C.[21]
- Escalofríos y malestar.
- Debilidad y fatiga.
- Úlceras vasculares (labios, encías y faringe).
- Tos o falta de aire (disnea).[22]

## Diagnóstico
Una aspiración de médula ósea puede mostrar
- Hipercelularidad compensatoria en casos de neutropenia debido a destrucción prematura de neutrófilos.
- Hipocelularidad en el evento de que las células precursoras de la médula ósea estén inhibidas.[23]

En el hemograma y los frotis sanguíneos es notable la baja concentración de glóbulos blancos.

## Pronóstico
- Si la médula ósea no resulta destruida, el pronóstico de recuperación suele ser bueno.